# Барбара Бедфорд (плавчиня)
Барбара Бедфорд (англ. Barbara Bedford, 9 листопада 1972) — американська плавчиня.
Олімпійська чемпіонка 2000 року.
Чемпіонка світу з водних видів спорту 1998 року, призерка 1994 року.
Призерка Чемпіонату світу з плавання на короткій воді 1995 року.
Переможниця Пантихоокеанського чемпіонату з плавання 1993, 1999 років.
Переможниця Панамериканських ігор 1995 року.
Переможниця літньої Універсіади 1991, 1993 років.